# 立花あおい
立花 あおい（たちばな あおい）は、日本の女性声優。主にアダルトゲームで活動している。

## 出演作品

### ゲーム
- 夏空のペルセウス（皆川 翠）
- カミカゼ☆エクスプローラー!（馬淵）
- さくらビットマップ（旅行客A）
- もし「ちょっとアレ」な女子マネージャーがドラッ○ーの「マネジメント」ぽいモノを読んだら。（相川ひなた）